# Marta Fox
Marta Fox (ur. 1 stycznia 1952 w Siemianowicach Śląskich) – polska poetka, powieściopisarka i eseistka.

## Działalność zawodowa i kulturalna
Absolwentka V Liceum Ogólnokształcącego im. Władysława Broniewskiego w Katowicach. Ukończyła filologię polską na Uniwersytecie Śląskim w Katowicach w 1974, w 1982 dodatkowo Studium Podyplomowe również z filologii polskiej przy tej samej uczelni. W latach 1974–1995 pracowała jako nauczycielka języka polskiego i bibliotekarka w V Liceum Ogólnokształcącym im. Broniewskiego w Katowicach.
Od 1983 zajmuje się także działalnością dziennikarską, redagując m.in. warszawską „Młodą Sztukę” (1987–1989). W latach 1993–1994 była zastępcą redaktora naczelnego „Górnośląskiego Diariusza Kulturalnego”. W latach 1995–1999 pełniła funkcję specjalistki ds. programu artystycznego w Miejskiej Galerii Sztuki „Extravagance” w Sosnowcu. Organizowała i prowadziła tam spotkania z artystami, pisała reportaże o ich życiu, wstępy do katalogów wystaw Galerii, a także organizowała konkurs poetycki „Inspiracje”. W latach 1996–1997 redagowała dział poezji w kwartalniku humanistycznym „Wyrazy”. Od 2002 r. jest w zespole redakcyjnym literackiego pisma „Migotania”. Publikowała teksty na łamach m.in. „Gońca Teatralnego”, „Teatru”, „Opcji”, „Poezji”, „Autografu” (Gdańsk), „Magazynu Literackiego”, „Wiadomości Kulturalnych”, „Twojego Stylu”, „Śląska”, „Stron” i „Zwierciadła”.
Jest autorką opracowań kulturalnych, poświęconych m.in. konkursom literackim – Ogólnopolskiemu Konkursowi „Inspiracje” w Sosnowcu i Turniejowi Jednego Wiersza w Katowicach. Była także kierownikiem literackim Teatru Dzieci Zagłębia w Będzinie. Należy do Towarzystwa Kultury Teatralnej (w latach 1994–1998 prezes Oddziału Wojewódzkiego w Katowicach), Górnośląskiego Towarzystwa Literackiego oraz Stowarzyszenia Pisarzy Polskich.

## Twórczość

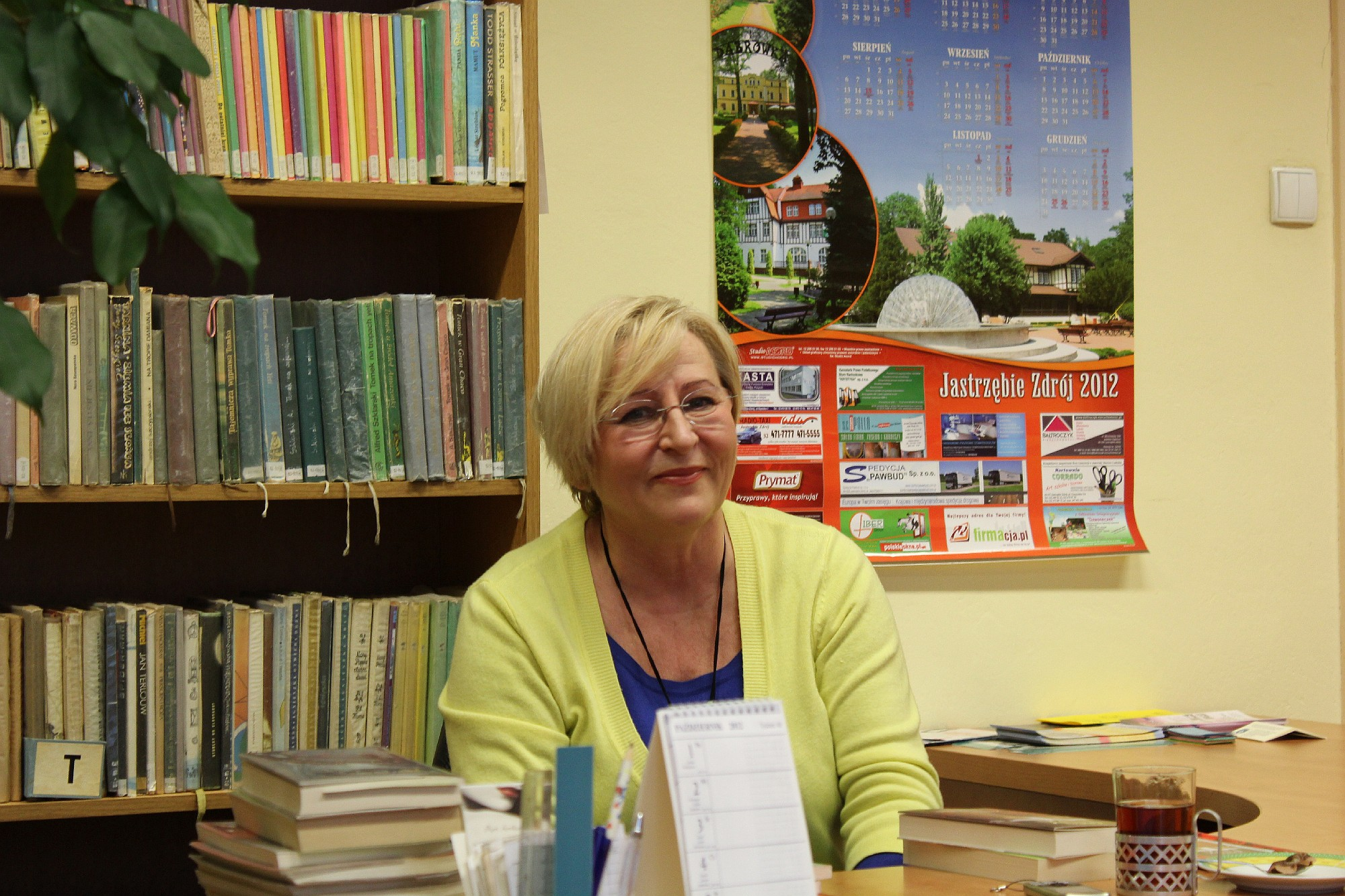
Marta Fox podczas spotkania z czytelnikami w Zebrzydowicach 30 marca 2012 r.

Marta Fox zadebiutowała w 1989 opublikowanym w piśmie „TAK i NIE” opowiadaniem Gra, za które otrzymała Grand Prix w Konkursie Literatury Miłosnej w Lubinie. Jej wiersze tłumaczono na niemiecki, angielski i hiszpański. Na III Górnośląskim Festiwalu Kameralistyki prezentowała spektakl poetycki Zapłakać czerwonym deszczem do muzyki Bogdana Mizerskiego.
Tematem twórczości prozatorskiej Marty Fox są problemy dzieci i młodzieży, związane głównie z dojrzewaniem emocjonalnym. Autorka odmalowuje postacie bohaterów i środowisk w jakim się obracają (między innymi rodzinnym i szkolnym) z dużym znawstwem współczesnych realiów. Dotyczy to zwłaszcza języka, ale także zwyczajów, np. używania komputera (elektroniczny dziennik czy korespondencja przez pocztę elektroniczną). W książkach Marty Fox wyraźnie naszkicowana jest tematyka erotyki i seksu, traktowanych jako istotna część ludzkiego doświadczenia. Jej twórczość poetycka to w dużej części erotyki.
W książce Coraz mniej milczenia, napisanej na podstawie autentycznych relacji, zajmuje się zaburzonymi związkami między dorosłymi opiekunami i ich dziećmi bądź wychowankami, oraz wpływem takiej więzi na dojrzałe życie tych ostatnich (podobne wątki można znaleźć także we wcześniejszych książkach, np. Magda.doc). Coraz mniej milczenia ma nietypową formę literacką – składa się głównie z fabularyzowanych wspomnień oraz rozmów przeprowadzonych z ich bohaterami.
14 października 2021 roku w Bibliotece Głównej Śląskiego Uniwersytetu Medycznego w Katowicach miała premierę powieść Marty Fox, Moja Ołowianko, klęknij na kolanko, opowiadająca historię bohaterskiej lekarki, którą autorka nazwała śląską Erin Brockovich. W spotkaniu uczestniczyła bohaterka powieści, Jolanta Wadowska-Król.
19 marca 2023 roku premierę w Teatrze Polskiego Radia miało słuchowisko Kanarek umiera pierwszy  w reżyserii Marii Brzostyńskiej. Scenariusz napisała Marta Fox w oparciu o swoją powieść Moja Ołowianko, klęknij na kolanko.

## Nagrody i wyróżnienia
- Jej powieści zostały uhonorowane przez Polską Sekcję IBBY w konkursie „Książka Roku” 1995 i 2000[4].
- Była dwukrotnie stypendystką Ministerstwa Kultury. Na zaproszenie Ministerstwa Kultury i Dziedzictwa Narodowego uczestniczyła we frankfurckich Targach Książki w 2000 oraz w programie „Polen erlesen” w północnej Nadrenii-Westfalii.
- W 2004 r. otrzymała Złoty Telefon – honorowe odznaczenie „Niebieskiej Linii” (Ogólnopolskiego Pogotowia do Walki z Przemocą w Rodzinie) za książkę „Coraz mniej milczenia”[5].
- W roku 2006 otrzymała odznaczenie „Zasłużony dla Kultury Polskiej”.
- Nagroda Hanysy 2013 za działalność kulturalną oraz twórczość literacką[6].
- Nagroda Narcyz 2014[7].
- Nagroda Artystyczna Marszałka Województwa Śląskiego 2014 za osiągnięcia w dziedzinie literatury[8].
- Nagroda Humanitas Kobieta 2015[9],
- Nagroda Prezydenta Miasta Katowice, 2019[10].

## Życie prywatne
Matka Magdy i Agaty. Agata Fręś (ur. 1979, po mężu Agata Kupicha) jest byłą żoną wokalisty zespołu Feel, Piotra Kupichy. Magdalena Fręś (ur. 1974, po mężu Magdalena Organ, pseudonim literacki Magda Fres) jest psychologiem, autorką artykułów i powieści.

## Publikacje
- Kapelusz zawsze zdejmuję ostatni (proza i poezja, 1992)
- Batoniki Always miękkie jak deszczówka (powieść, 1994)
- Agaton-Gagaton: jak pięknie być sobą (powieść, 1994)
- Chcę być chłopcem jak mój ojciec (poezje, 1994)
- Wielkie ciężarówki wyjeżdżają z morza (powieść, 1996)
- Magda.doc (powieść, 1996)
- Paulina.doc (powieść, 1997)
- Zdarzyć się mogło. Zdarzyć się musiało. Z Wisławą Szymborską spotkanie w wierszu (1996)
- Dotknij mnie tak dawno nie miałem kobiety (poezje, 1998)
- Firma Agaton-Gagaton: wypróbuj bez szorowania (powieść, 1998)
- Ogrodnicy północy, poetów portret potrójny (1998)
- Nie jestem która wszystko zniesie (poezje, 1999)
- cykl minipowieści Pierwsza miłość (1999):
  - Romeo zjawi się potem
  - Westchnienia jak morskie huragany
  - Zanim nadejdzie rozstanie
  - Po nitkach babiego lata
  - Do rana daleko
  - Więc nie wiń mnie za to
- Listy spod kapelusza (felietony, 2002)
- Kochać (poezje, 2001)
- Czerwień raz jeszcze daje czerwień (2001)
- Niebo z widokiem na niebo (2003)
- Coraz mniej milczenia. O dramatach dzieciństwa bez tabu (2004)
- Święta Rito od Rzeczy Niemożliwych (powieść, 2005)
- Paulina w orbicie kotów (2007)
- Kaśka Podrywaczka (2008)
- Karolina XL (2009)
- Kobieta zaklęta w kamień (powieść, 2009)
- Karolina XL zakochana (2009)
- Iza Anoreczka (2010)
- Iza Buntowniczka (2011)
- Zuzanna nie istnieje (powieść, 2011)
- Rozmowy z Miró (poezje, 2011)
- Cafe Plotka (powieść, 2012)
- Plotkarski SMS (powieść, 2012)
- Wszystko co niemożliwe/Everything that is impossible (wybór wierszy, polsko-angielski, 2012)
- Autoportret z Lisiczką (esej/felieton/wspomnienia, 2013)
- Zołzunie (powieść, 2014)
- Przybij piątkę (książka dla dzieci, 2014)
- Zakochaj się, mamo (powieść, 2015)
- Idol (2016)
- Zielona Nikola (dla dzieci, 2016)
- Bartek Wścieklica (dla dzieci, 2017)
- Lacrimosa (poezja, 2017)
- Elidełko-Kowadełko (dla dzieci, 2018)
- Wariatka, która czyta (eseje, 2019)
- Ten pierwszy raz w Ornecie (powieść, 2019) ISBN 978-83-8110-870-6
- Święta Rito Przebaczająca (poezja, 2020) ISBN 978-83-66339-47-7
- Kobiety winne grzechu (opowiadania, wiersze, 2020) ISBN 978-83-8183-055-3
- Moja Ołowianko, klęknij na kolanko (powieść, 2021) ISBN 978-83-66969-35-3
- Katowice nie wierzą łzom (powieść biograficzna 2022) ISBN 978-83-8183-131-4